# Simposi Sanibel
El Simposi Sanibel és una conferència científica internacional en química quàntica, física de l'estat sòlid i biologia quàntica. És organitzat pel Projecte de Química Teòrica de la Universitat de Florida a Gainesville (Florida), cada hivern des del 1960. Va ser fundat per Per-Olov Löwdin, que va estar involucrat a la seva organització cada any fins a la seva mort ocorreguda l'any 2000. Del 1960 fins al 1978, el simposi es feia a l'illa de Sanibel, però més tard es va realitzar a Palm Coast i a Saint Augustine, també a Florida. El 2005, el simposi es va traslladar a St. Simons (Geòrgia).
El simposi destaca per la seva llarga història i pel nombre de participants i les seves presentacions. La trobada del 2007 es va dedicar a "Teoria i computació en química quàntica, matèria condensada i física química, nanociència, bioquímica quàntica i biofísica". El simposi Sanibel és descrit com a "conferència regular altament respectada" a una història de les conferències de recerca Gordon.
Els coeficients Sanibel, utilitzats per exemple en densitats d'espín, van ser nomenats així després del Simposi on van ser discutits el 1960.
Presentacions i pòsters presentats a la trobada poden ser publicats a la revista International Journal of Quantum Chemistry com un dels articles de la revista. Abans del 1996, els articles eren publicats en suplements especials de la revista.